# Lygodium boivinii
Lygodium boivinii är en ormbunkeart som beskrevs av Oskar Kuhn. Lygodium boivinii ingår i släktet Lygodium och familjen Lygodiaceae. Inga underarter finns listade.